# Mbengwi
Mbengwi es un municipio del departamento de Momo de la región del Noroeste, Camerún. En noviembre de 2005 tenía una población censada de 31 591 habitantes.
Se encuentra ubicado cerca de la frontera con Nigeria.